# Вогняна Земля (провінція Чилі)
Провінція Вогняна Земля (ісп. Provincia de Tierra del Fuego) — провінція в Чилі у складі області Магальянес і Чилійська Антарктика. Адміністративний центр — Порвенір.
Включає в себе 3 комуни.
Територія — 29 484,7 км². Населення — 6904 осіб. Щільність населення — 0,23 чол/км².

## Географія
Провінція розташована в західній частині острова Вогняна Земля.
Провінція межує:
- На півночі — провінція Магальянес
- На сході — провінція Вогняна Земля, Антарктида та острови Південної Атлантики (Аргентина)
- На півдні — провінція Антарктика-Чилена
- На заході — провінція Магальянес

## Адміністративний поділ
Провінція включає в себе 3 комуни:
- Порвенір. Адміністративний центр — Порвенір.
- Прімавера. Адміністративний центр — Прімавера.
- Тімаукель. Адміністративний центр — Тімаукель.

| Чилі | Це незавершена стаття з географії Чилі. Ви можете допомогти проєкту, виправивши або дописавши її. |